# Hozelec
Hozelec (allemand : Hohesalz) est un village de Slovaquie situé dans la région de Prešov.

## Histoire
Première mention écrite du village en 1243.

## Démographie

### Évolution de la population
| Année:               | 1994. | 2004.    | 2014.   | 2024.   |
| -------------------- | ----- | -------- | ------- | ------- |
| Nombre de personnes: | 684   | 831      | 795     | 777     |
| Différence:          |       | +21,49 % | -4,33 % | -2,26 % |

| Année:               | 2023. | 2024.   |
| -------------------- | ----- | ------- |
| Nombre de personnes: | 787   | 777     |
| Différence:          |       | -1,27 % |